# Jack és Jill (film)
Jack és Jill 2011-ben bemutatott amerikai vígjáték Dennis Dugan rendezésében. A főbb szerepekben Adam Sandler, Katie Holmes, Al Pacino és Eugenio Derbez látható.

## Cselekmény
|  | Alább a cselekmény részletei következnek! |

A film otthon készült videókkal kezdődik, melyek Jack-et és Jill-t mutatják, ahogyan felnőnek. Ahogy a videók mennek, úgy tűnik, hogy Jack az az ikertestvér, akit jobban megajándékoznak, Jill pedig folyton próbálja felhívni a figyelmét azáltal, hogy megüti őt, bántja a körülötte lévő lányokat stb. A film aztán egy felnőtt Jack-kel (Adam Sandler) folytatódik, a sikeres reklámvezetővel, aki Los Angelesben él gyönyörű feleségével, Erin-nel (Katie Holmes), és két gyerekükkel, Sofie-val és Gary-vel.
Jack hihetetlenül irritált Jill (ugyancsak Adam Sandler), a nővére ünnepi látogatása miatt, amiért hajnali 4-kor kell érte mennie. Egy sor problémát követve a repülőtértől a házig, Jack türelme hamar elfogy. Jill igénye és passzív-agresszivitása megőrjíti Jack-et, feje tetejére állítva az alapból nyugodt életét.
Jill kezdi tönkretenni a Hálaadási vacsorát azáltal, hogy hangosan beszél, hajléktalannak nevezi az egyik vendéget, és aztán elfut a ház közelében lévő erdőbe a kis háziállatával, Cockatoo-val. Jill elmondja, hogy van egy listája, ami azon dolgokat tartalmazza, amiket véghez akar vinni, mielőtt haza menne; részt akar venni egy játékbemutatón, el akar menni lovagolni, strandolni, és megtenni egy stúdiólátogatást. Elmondja, hogy van egy korlátlan jegye, és úgy dönt, hogy marad Hanukkah végéig. Mindeközben, Jack kliense azt akarja tőle, hogy szerezze meg Al Pacino-t és tegye bele egy Dunkin Donuts reklámba.
Jill kipróbálja az online randizást, de nem nagyon kap visszajelzéseket, amíg Jack nem pózol helyette, és meg nem változtatja az adatlapját, ami által Jill több mint 100 randiüzenetet kap. Amikor azonban randizik "kéjmester"-rel (Norm Macdonald), Jack elfut és elrejtőzik a fürdőszobában. Mivel bűnösnek érzi magát, elviszi Jill-t Lakers-höz, ahol feltehetőleg majd találkozik Al Pacino-val. Pacino belezúg Jill-be és megadja neki a telefonszámát egy hot dogon, mustárral és ketchuppal felírva. Jack reméli, hogy Jill elmegy még az új év estéje előtt, mert ő és a családja egy hajóútra mennek.
Jack összes barátja megrendez neki egy születésnapi bulit, kiterjesztve Jill-re is, hogy soha nem is tudták, hogy Jack-nek van egy testvére. Később, Pacino elviszi Jill-t a lakására, engedve neki, hogy kiválasszon egy tortát, de Jill, miután rájön, hogy Pacino le akarja fektetni és azt akarja, hogy a barátnője legyen, váratlanul távozik. A következő nap Jill elmegy addig, amíg a kertész, Felipe elviszi őt egy családi összejövetelre, hogy jól érezze magát. Jack nem akarja, hogy Jill egyedül legyen új év napján, így elhívja őt a hajókirándulásra, amit ő boldogan elfogad. Pacino és Jack üzletet kötnek, miszerint Pacino megcsinálja a reklámot, ha Jack elintéz neki egy randit Jill-el. Jack beöltözik Jill-nek, és randizik Pacino-val. Jill aztán elkezdi gyanítani, hogy Jack csak azért hívta meg őt a hajóútra, hogy összehozza őt Pacino-val, hogy ezáltal megcsinálhassa a Dunkin' Donuts reklámot vele. Jill aztán felhívja Jack-et, aki viszont Jill hangján válaszol, és ezután hallja Pacino-t a telefonban, ahogy megerősíti a sejtéseit, ekkor megsértve elhagyja a hajót. Ahogy Jack megtudja, hogy Pacino
mennyire törődik Jill-lel, rájön, hogy igazából szereti a nővérét, és visszasiet a hajóhoz. Azonban ahogy megérkezik, megtudja, hogy Jill visszament Bronxba.
Jill elmegy egy étterembe az ikerpár elhunyt édesanyjának fényképével. Az étteremnél találkozik egy csoportnyi régi osztálytársával, Monica-val (David Spade) az élen, akik mindig kigúnyolták őt. Most megint elkezdik ócsárolni Jill-t, de aztán megérkezik Jack a családjával. Monica megtámadja Erin-t, de Jill megmenti őt. Aztán Pacino megérkezik a partiba, a La Macha férfijaként öltözve, és kinyilvánítja szerelmét Jill-nek, aki viszont elmondja neki, hogy ő egyszerűen nem az, akire ő vágyik. Végül, elmennek Jill házához, amit Felipe feldíszített, hogy bejelentse, szereti Jill-t. Jill nagyon boldog, hogy valaki szereti őt, és átöleli Felipe-t. A film a reklámmal fejeződik be, amiben Pacino szerepel, bemutatva egy új kávét – a Dunkaccino-t – egy rap dallal. A végén kiderül, hogy Pacino-nak egyáltalán nem tetszik a reklám, sőt utálja, és arra utasítja Jack-et, hogy semmisítse meg az összes másolatot, majd megfenyeget mindenkit, aki látta a reklámot.
|  | Itt a vége a cselekmény részletezésének! |

## Szereplők
| Színész          | Szerep                  | Magyar hang     |
| ---------------- | ----------------------- | --------------- |
| Adam Sandler     | Jack és Jill Sadelstein | Csőre Gábor     |
| Katie Holmes     | Erin Sadelstein         | Zsigmond Tamara |
| Al Pacino        | önmaga                  | Reviczky Gábor  |
| Eugenio Derbez   | Felipe                  | Görög László    |
| Tim Meadows      | Ted                     | Jakab Csaba     |
| Nick Swardson    | Todd                    | Fesztbaum Béla  |
| Allen Covert     | Otto, a hajléktalan     | Scherer Péter   |
| Rohan Chand      | Gary Sadelstein         | Straub Norbert  |
| Elodie Tougne    | Sofia Sadelstein        | Károlyi Lili    |
| Geoff Pierson    | Carter Simmons          | Barbinek Péter  |
| Valerie Mahaffey | Bitsy Simmons           | Vándor Éva      |
| Gad Elmaleh      | Xavier                  |                 |
| Gary Valentine   | Dallas                  |                 |
| Kristin Davis    | Delilah                 |                 |
| Norm Macdonald   | Kéjmester               | Rosta Sándor    |
| Dana Carvey      | bábjátékos              |                 |
| David Spade      | Monica                  | Rajkai Zoltán   |

| Személy           | Szerep                 | Megjegyzés                                    |
| ----------------- | ---------------------- | --------------------------------------------- |
| Dennis Dugan      | Henry                  | a film rendezője                              |
| Santiago Segura   | Eduardo                | spanyol színész                               |
| Sadie Sandler     | fiatal Jill Sadelstein | Adam Sandler lánya                            |
| Regis Philbin     | önmaga                 | amerikai műsorvezető                          |
| Shaquille O’Neal  | önmaga                 | magyar hangja Schneider Zoltán                |
| Lamar Odom        | önmaga                 | amerikai kosárlabdázó                         |
| Michael Irvin     | önmaga                 | sportkommentátor                              |
| Billy Blanks      | önmaga                 | amerikai fitneszguru                          |
| Caitlyn Jenner    | önmaga                 | amerikai televíziós személyiség               |
| Johnny Depp       | önmaga                 | - amerikai színész - magyar hangja Nagy Ervin |
| Drew Carey        | önmaga                 | amerikai színész                              |
| Jared Fogle       | önmaga                 | amerikai szóvivő                              |
| John McEnroe      | önmaga                 | amerikai teniszező                            |
| Christie Brinkley | önmaga                 | amerikai színésznő, modell                    |
| Dan Patrick       | önmaga                 | sportriporter                                 |
| Bill Romanowski   | önmaga                 | amerikai amerikaifutball-játékos              |
| Vince Offer       | önmaga                 | amerikai médiaszemélyiség                     |